# Round-Up
Fitter (フィッター Fittā?) es un videojuego de estrategia de mazmorras arcade desarrollado por Amenip y publicado en Japón y Europa por Taito en 1981, y por Centuri (bajo licencia de Hiraoka) en América del Norte bajo la marca Round-Up el mismo año.

## Jugabilidad
El objetivo del juego es que el jugador maniobre su robot blanco dentro de un laberinto, capture un robot rojo mientras se mueve por el laberinto y corra hacia el centro para cambiar las 9 bolas blancas ubicadas allí a rojas. El jugador solo puede cambiar una bola blanca a roja a la vez después de haber capturado un robot rojo, y debe evadir 4 monstruos perseguidores en el proceso. Se puede ganar un punto de bonificación al capturar al escurridizo 'rey rojo' que aparece en la pantalla. Captúralo y momentáneamente inmovilizarás a los perseguidores. El juego termina cuando los cazadores han capturado todos los robots del jugador.
Si el jugador logra cambiar todas las bolas en el centro a rojas, el patrón se borra y luego se presenta un nuevo desafío: aparecerá un patrón tricolor de 3×3 o 4×4 en la parte inferior de la pantalla y un Aparecerá un cubo tricolor ligeramente diferente del tamaño correspondiente en el centro de la pantalla. El jugador puede ganar puntos de bonificación moviendo la flecha direccional y reorganizando los colores del cubo en el centro de la pantalla para que coincida con el patrón de muestra presentado en la parte inferior de la pantalla. El jugador tiene 90 segundos para reorganizar el cubo tantas veces como pueda. La acción regresa al laberinto ya sea que el jugador gane o pierda el desafío del cubo.